# Echinanthera
Echinanthera es un género de serpientes de la familia Colubridae. Sus especies se distribuyen por Sudamérica, excepto al oeste de los Andes y el extremo sur del continente.

## Especies
Se reconocen las siguientes:
- Echinanthera amoena (Jan, 1863)
- Echinanthera cephalomaculata Di Bernardo, 1994
- Echinanthera cephalostriata Di Bernardo, 1996
- Echinanthera cyanopleura (Cope, 1885)
- Echinanthera melanostigma (Wagler, 1824)
- Echinanthera undulata (Wied, 1824)